# Mala Trnovitica
Mala Trnovitica is een plaats in de gemeente Velika Trnovitica in de Kroatische provincie Bjelovar-Bilogora. De plaats telt 76 inwoners (2001).